# 胡大明
胡大明（1970年—），安徽滁州人，汉族，中华人民共和国政治人物、第十二届全国人民代表大会安徽地区代表。
2013年，被选为全国人大代表。